# 조제프 리우빌
조제프 리우빌(프랑스어: Joseph Liouville, 1809년 3월 24일 ~ 1882년 9월 8일)은 프랑스의 수학자다.

## 생애
1809년 3월 24일 프랑스 파드칼레주 생토메르(Saint-Omer)에서 태어났다. 1827년에 에콜 폴리테크니크에서 졸업하였고, 에콜 센트랄 파리에서 조교로 근무하다가 에콜 폴리테크니크에 1838년에 정교수로 임용되었다. 1850년에는 콜레주 드 프랑스에 수학 교수직을 얻었고, 1857년엔 위니베르시테 드 프랑스(Université de France) 과학부(Faculté des Sciences)에서 역학 교수직을 얻었다.

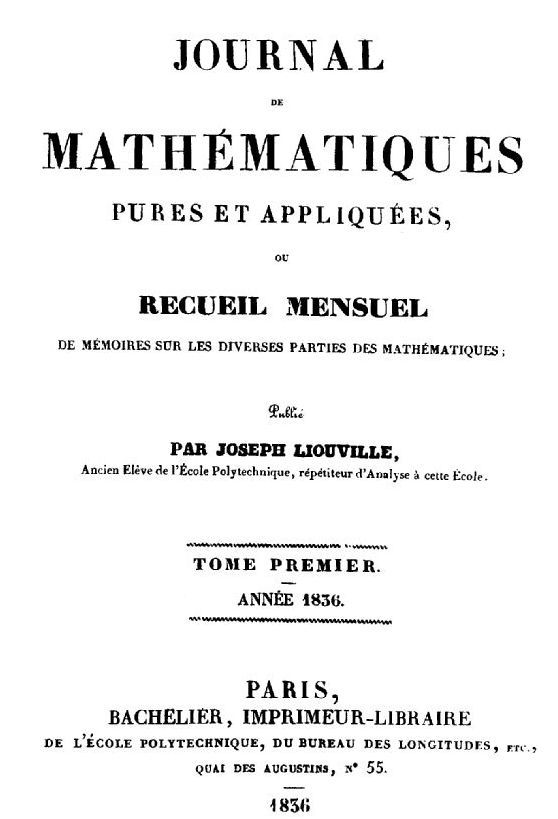
《순수·응용 수학 저널》 1836년 호

리우빌은 《순수·응용 수학 저널》(프랑스어: Journal de mathématiques pures et appliquées)을 창간하였는데, 이 저널은 오늘날에도 그 평판을 유지하며 계속 출간되고 있다. 리우빌은 에바리스트 갈루아의 업적의 의미를 제일 처음 깨달은 수학자이며, 갈루아의 논문이 이 저널 1846년 호에 수록되었다.
1848년엔 프랑스 국회위원이 되었지만, 1849년 낙선한 뒤로 정계에 발을 끊었다. 1851년에는 스웨덴 왕립 과학원의 외국인 회원으로 선출되었다.
1882년 9월 8일 파리에서 사망하였다.

## 같이 보기
- 위키미디어 공용에 조제프 리우빌 관련 미디어 분류가 있습니다.
- 리우빌 정리
- 리우빌 정리 (복소해석학)
- 리우빌 상수